# Кетен (місто)
Ке́тен (Köthenⓘ (Anhalt)) — місто в Німеччині у федеральній землі Саксонія-Ангальт. Знаходиться між Магдебургом і Галле, на захід від Дессау і на схід від Бернбурга. Через Кетен протікає річка Ците. Площа — 78,42 км2. Населення становить 24 876 ос. (станом на 31 грудня 2021)

## Історія
Вперше згадується у 1115 році. Близько 1280 навколо міста була споруджена стіна.
У 1717—1723 в цьому місті працював Й. С. Бах, саме тут видатний композитор написав свої Бранденбурзькі концерти та перший зошит Добре темперованого клавіру.
У 1821—1835 у Ке́тені жив та працював лікар Християн Фрідріх Самуел Ганеман (нім. Christian Friedrich Samuel Hahnemann), засновник гомеопатії.

### Правлячі герцоги
з 16 грудня 1818 р. по 23 серпня 1830 р. — герцогом був Фердинанд Фридрих Ангальт-Кетен-Плесс. У 1828 р. заснував на Півдні України колонію ангальтських поселенців (у майбутньому Асканія Нова).
З 23 серпня 1830 р. по 23 листопада 1847 р. — герцогом був Генріх Ангальт-Кетен-Плесс, який був господарем ангальтської колонії Асканія Нова.

## Географія

### Адміністративний поділ
До адміністративних меж міста, крім його історичної території, входять перемістя Порст, Ельсдорф (з 1961 року), Мерціен, Зерінген і Гогсдорф (з 1994).
Під час адміністративної реформи 2004 року до складу міста також увійшли сусідні селища:
- Баасдорф
- Дондорф
- Лебніц-ан-дер-Лінде
- Вюлькніц

## Галерея

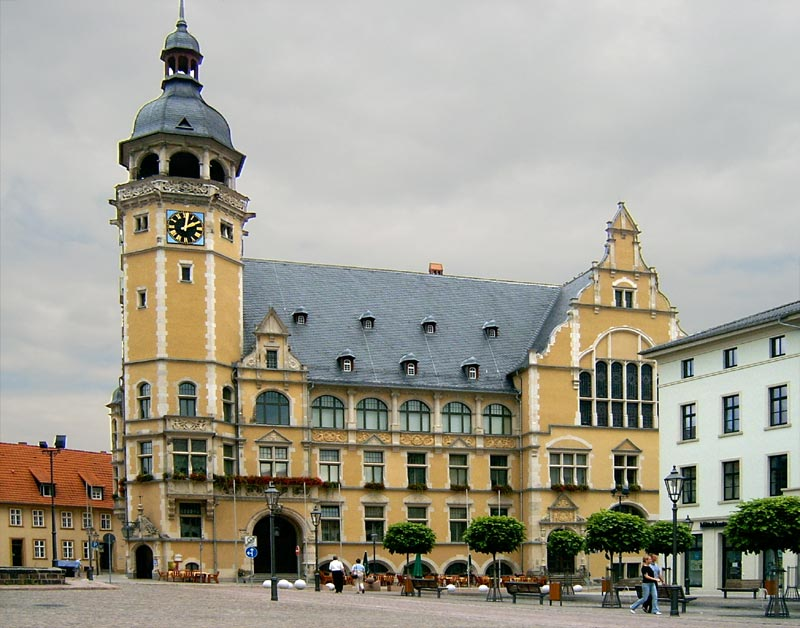
Ратуша
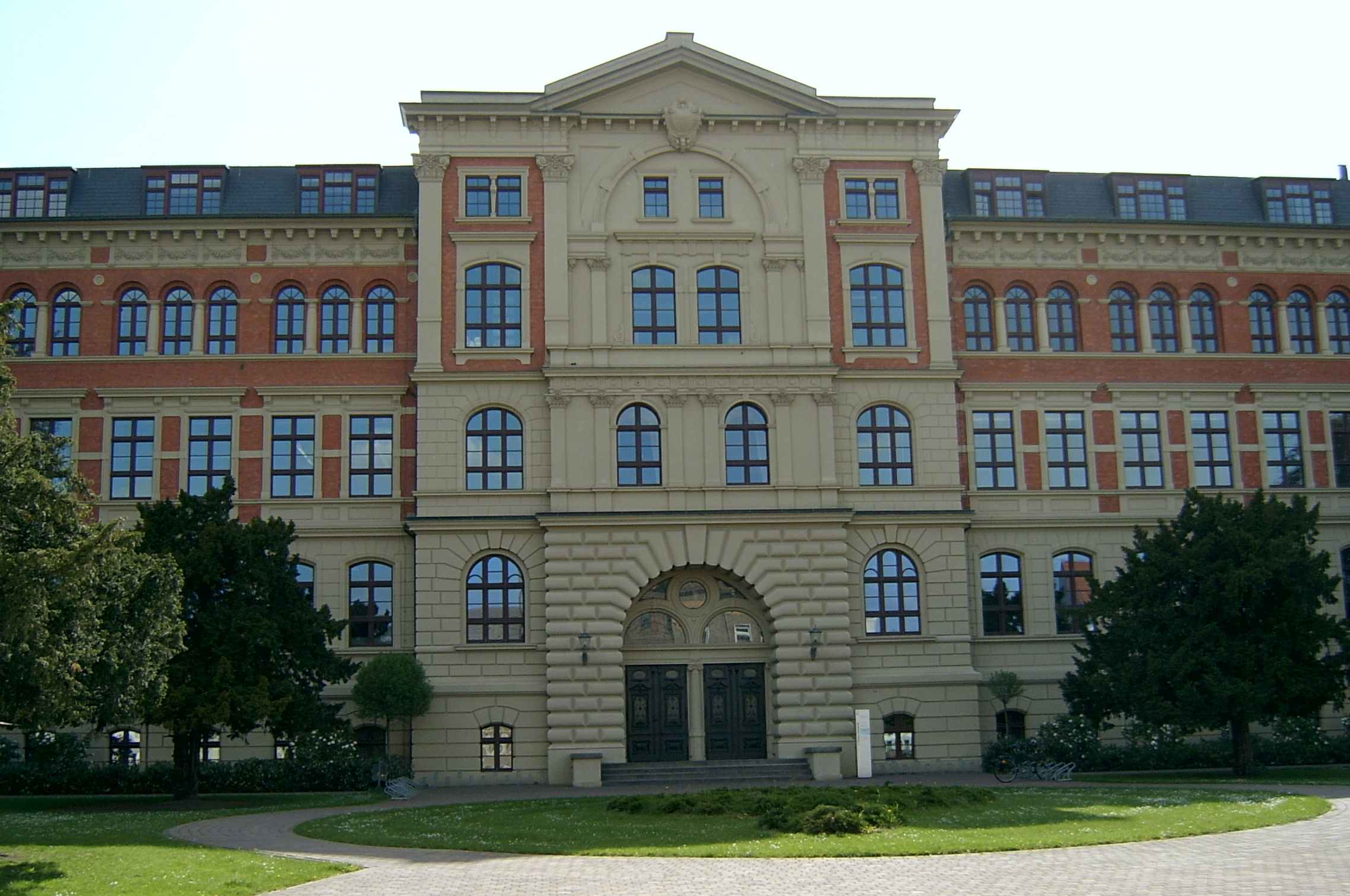
Вища школа в Кетені
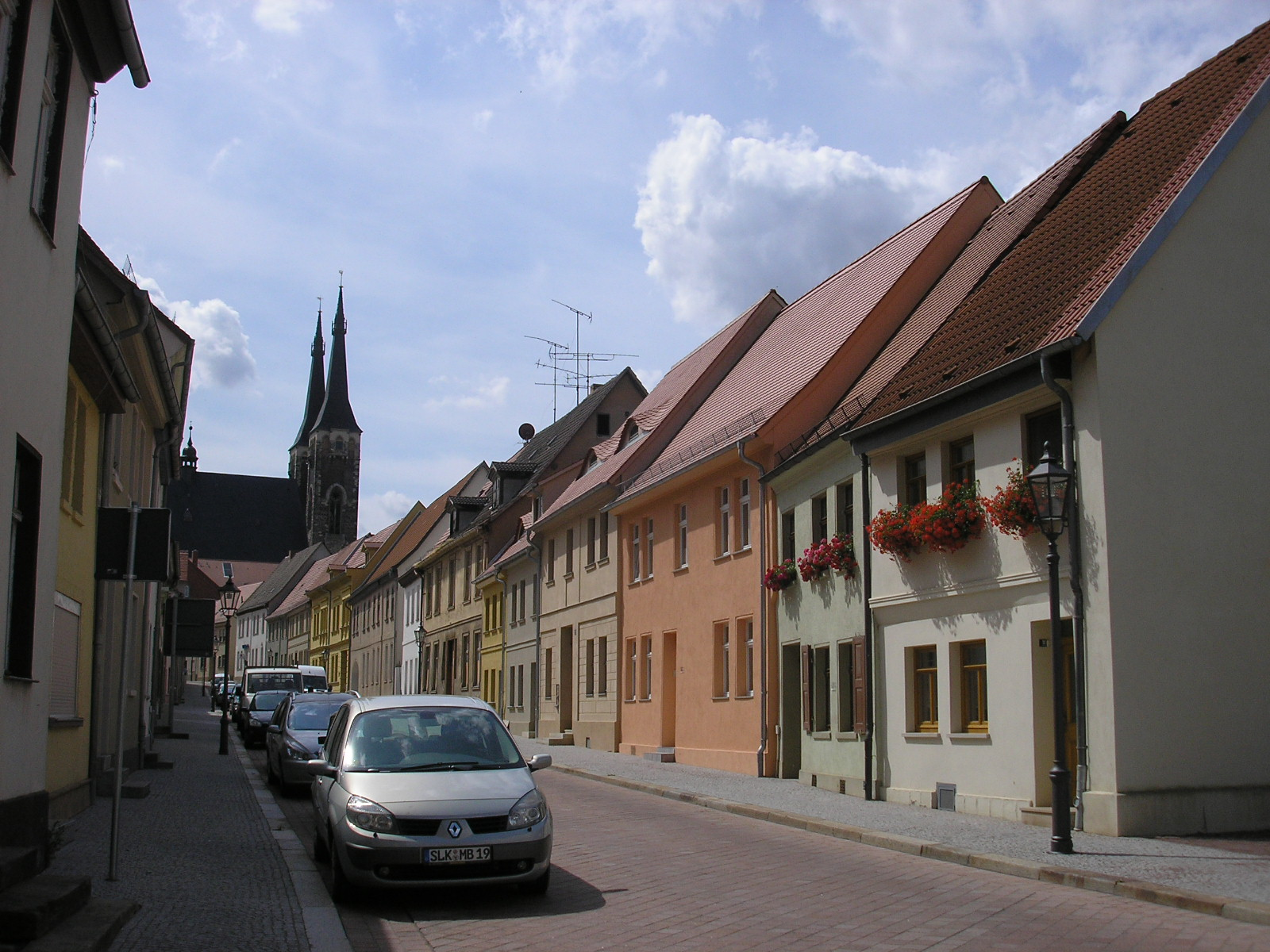
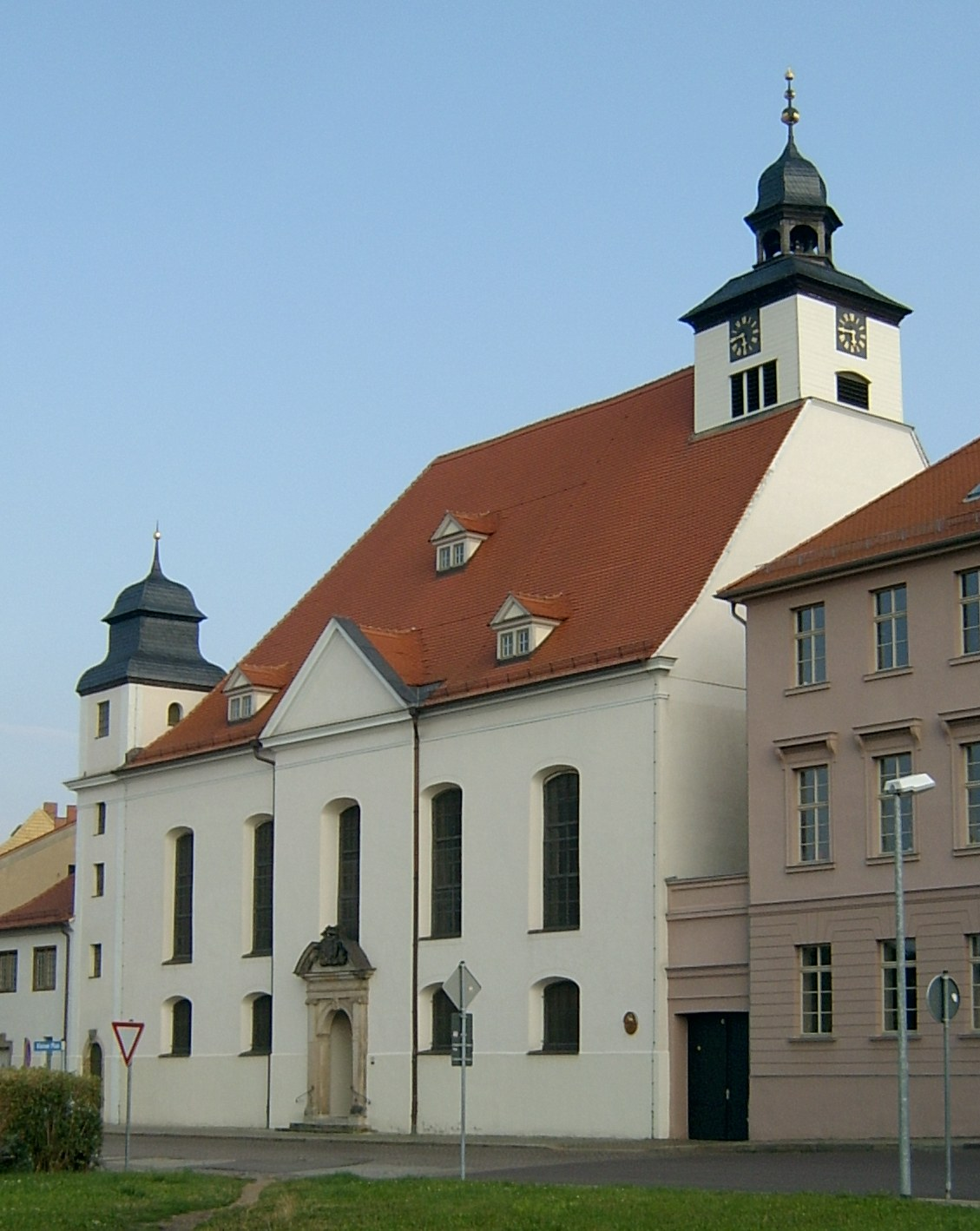
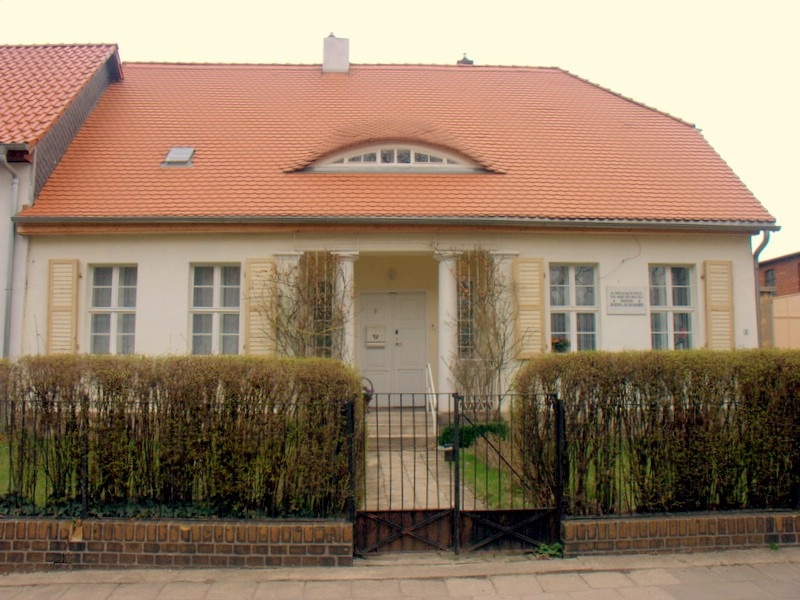
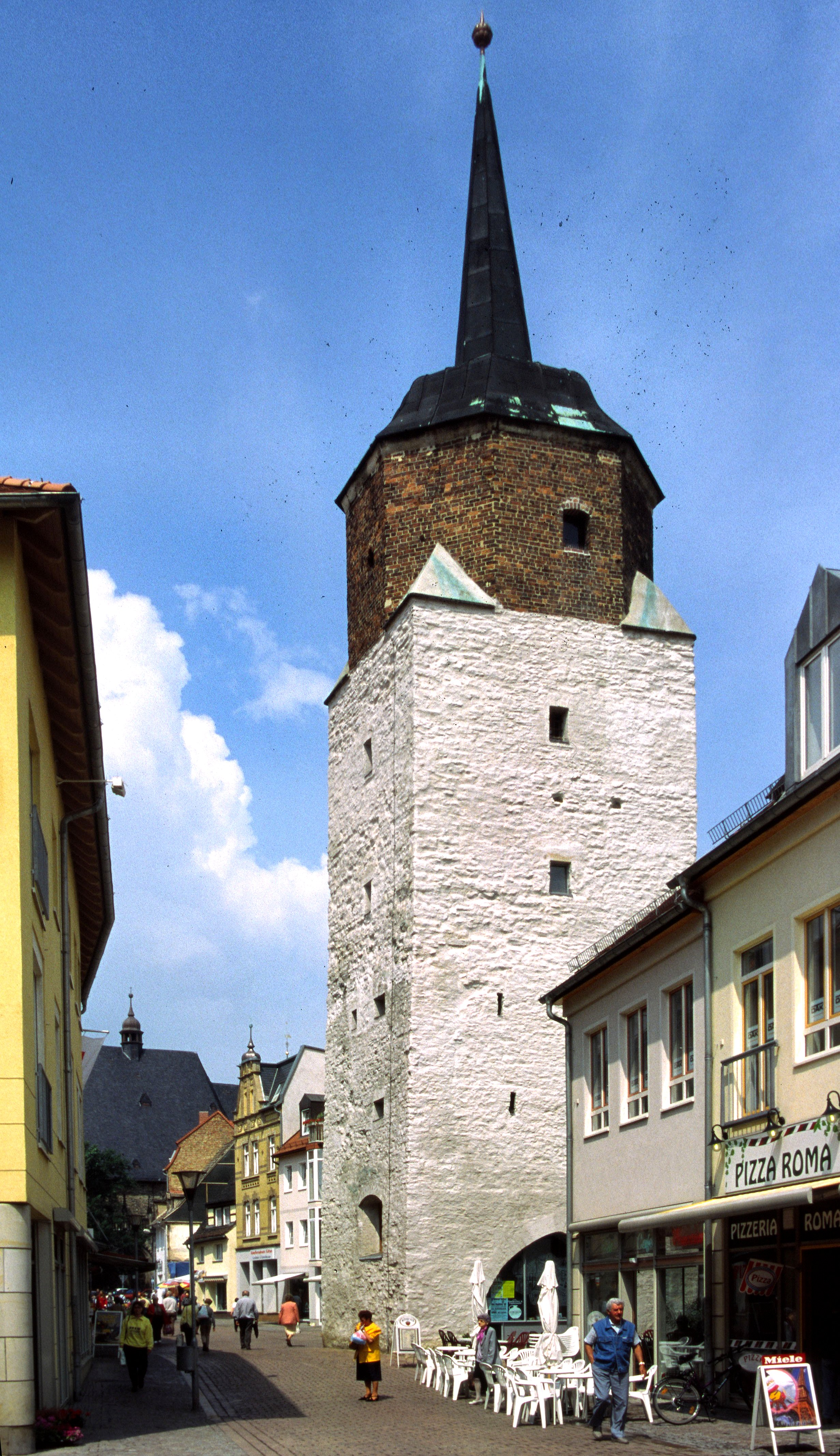